# ويليام إف. جونستون
ويليام إف. جونستون هو سياسي أمريكي، ولد في 29 نوفمبر 1808 في غرينسبورج في الولايات المتحدة، وتوفي في 25 أكتوبر 1872 في بيتسبرغ في الولايات المتحدة. نشط حزبياً في حزب اليمين والحزب الديمقراطي. وقد انتخب حاكم ولاية بنسلفانيا ‏ (9 يوليو 1848 – 20 يناير 1852).